# Елизабет фон Ханау-Фалкенщайн
Елизабет фон Ханау (на немски: Elisabeth von Hanau; * ок. 1317; † между 20 май 1365 и 8 декември 1389) от Ханау-Мюнценберг, е чрез женитба господарка на Фалкенщай-Мюнценберг-Лаубах-Боланден.

## Произход
Тя е дъщеря на Улрих II фон Ханау († 1346) и съпругата му Агнес фон Хоенлое-Вайкерсхайм († 1346), дъщеря на граф Крафт I фон Хоенлое-Вайкерсхайм († 1313) и третата му съпруга Агнес фон Вюртемберг († 1305).

## Фамилия
Елизабет фон Ханау-Фалкенщайн се омъжва пр. 1329 г. за Филип V фон Фалкенщайн (* ок. 1314; † 10 април 1343), господар на Фалкенщай-Мюнценберг-Лаубах-Боланден, син на Филип IV фон Фалкенщайн-Мюнценберг (1282 – 1328) и третата му съпруга Йохана фон Сарверден († 1347). Те имат децата:
- Филип VI/VII (* ок. 1302, Кирххаймболанден; † 18 януари 1410, Бутцбах), господар на Фалкенщайн-Боланден-Мюнценберг, женен I. през ноември 1354 г. за Маргарета фон Спонхайм (1316 – 1367), II. на 15 март 1375 г. за Маргарета фон Марк (+ 1395/1406)
- Улрих III фон Фалкенщайн († 20 март 1365), убит в битката при Асенхайм
- Агнес фон Фалкенщайн-Мюнценберг (* ок. 1337; † 28 септември 1380), омъжена 1353 г. за Филип VI фон Боланден-Фалкенщайн († 1373)
- Елизабет (Елза) фон Фалкенщайн († 16 октомври 1364 – 9 април 1366), омъжена на 9 ноември 1356 г. за граф Герлах III фон Лимбург († 1365/1366)